# Zygmunt Patkowski
Zygmunt Patkowski (ur. 24 kwietnia 1907 we Lwowie, zm. 22 listopada 1977 we Wrocławiu) – polski baletmistrz i choreograf.

## Kariera
Zygmunt Patkowski był absolwentem Szkoły Baletowej przy Miejskiej Operze we Lwowie, prowadzonej przez Stanisława Faliszewskiego. Po ukończeniu szkoły pracował jako tancerz w tej operze.
W latach 1928 – 1938 przebywał za granicą, występując na estradach oraz w teatrzykach rewiowych i operetkowych w duecie z Kazimierą Patkowską.
W 1939 roku podpisał umowę z Teatrem i Operą we Lwowie, gdzie tańczył do 1941 roku. Następnie powrócił do Polski i zamieszkał w Warszawie. II wojnę światową przeżył w stolicy, pracując jako kelner w polskiej restauracji.
Od września 1944 pracował jako kierownik Objazdowego Teatru Wojska Polskiego w Lublinie.
Po wojnie pracował jako kierownik baletu: najpierw w Operze Wrocławskiej (1945-1949 i 1951-1954), później w Poznańskiej (1959-1961), a na koniec Dolnośląskiej we Wrocławiu (1968-1972). W 1972 r. przeszedł na emeryturę.
Zmarł we Wrocławiu, 22 listopada 1977 r.

## Ważniejsze kompozycje choreograficzne
| Tytuł spektaklu             | Muzyka              | Rok premiery | Uwagi                          |
| Wieszczka lalek             | J. Bayer            | 1947         |                                |
| Z krakowiakiem do Wrocławia | Z. Wierciak         | 1947         |                                |
| Szeherezada                 | M. Rimskij-Korsakow | 1948         |                                |
| Paw i dziewczyna            | T. Szeligowski      | 1962         | prapremiera w 1949 r.          |
| Czerwony mak                | R. Glier            | 1952         |                                |
| Na kwaterunku               | S. Moniuszko        | 1952         |                                |
| Pan Twardowski              | L. Różycki          | 1953         |                                |
| Fontanna Bachczyseraju      | B. Asafiew          | 1954 i 1958  |                                |
| Rajmonda                    | A. Głazunow         | 1955         |                                |
| Mała nocna serenada         | W.A. Mozart         | 1956         | wspólnie z Kazimierą Patkowską |
| Don Kichot                  | L. Minkus           | 1966         |                                |